# Avesta Allehanda
Avesta Allehanda var dagstidning i Avesta 1877–1881. Tidningen kom ut 10 mars 1877 till 30 december 1881. Undertitel var Folkare härads nyhets- och annonstidning mars till november 1880 och dessutom Syd-Dala-ortens nyhets- och annonstidning.
Tidningen trycktes hos P. J. Edholm 1877–1879, Peterson o. Lemke januari–februari 1880, och därefter hos J. O. Ahlin 1880–1881. Fraktur och Antikva var typsnitt till 28 februari 1880 sedan bara antikva. Tidningen utkom en gång i veckan på lördagar med 4 sidor per nummer, 4 spalter till och med 1880, sedan 5 spalter. 1877 kostade tidningen mars till december 2 kr, och 3 kr för helåret 1878–1880 och sedan 2 kr 1881. Utgivningsbevis för tidningen för boktryckarna Petter Jonas Edholm 1877, Per Gottfrid Peterson 1879 och Johan Olof Ahlin 1880 som även varit tidningens redaktörer nämnda år.